# Isolation multicouche

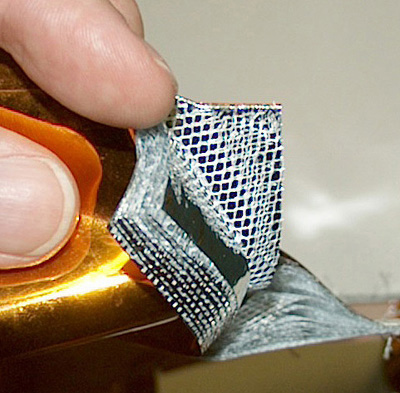
Détail sur un satellite

L'isolation multicouche, ou MLI (de l'anglais multi-layer insulation), est une isolation thermique composée de plusieurs couches de fines feuilles. Son but principal est de réduire les pertes par radiation thermique. Dans sa forme la plus commune, elle n'isole pas de manière appréciable contre d'autres pertes thermiques telles que la conduction thermique ou la convection. En conséquence, elle est utilisée principalement sur les satellites et autres applications dans le vide où la conduction et la convection sont négligeables devant les radiations. L'isolation MLI donne à beaucoup de satellites et autres engins spatiaux l'apparence d'être couverts de feuilles d'or.
Le principe de base de l'isolation MLI est l'équilibre du bilan radiatif de l'objet ainsi isolé.